# Bereznehouvate
Bereznehouvate (ukrainien : Березнегувате, russe : Березнегова́тое) est une commune urbaine de l'oblast de Mykolaïv, en Ukraine. Elle compte 7 364 habitants en 2021.